# دير سيدة صيدنايا

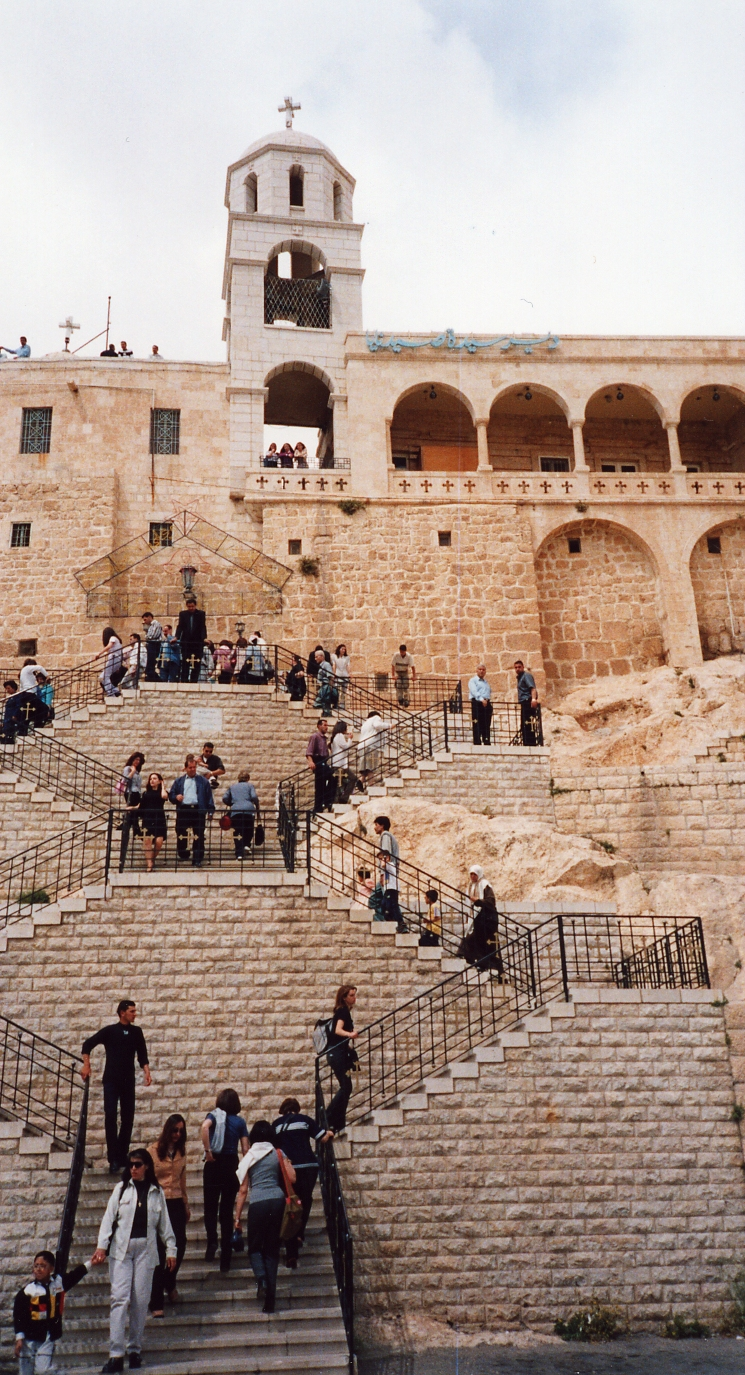

دير سيدة صيدنايا يقع في أعلى قمم بلدة صيدنايا ويبعد عن دمشق مسافة 30 كم وقد تم إنجاز هذا الدير عام 547 وتواصلت فيها حياة الرهبنة منذ القرن الخامس الميلادي، وتعيش فيه نحو مائة راهبة ويأتيه الزوار من أنحاء العالم كما توجد مكتبة تضم مئات الكتب والمخطوطات.

## وصف
الكنيسة الرئيسية بها العديد من الأيقونات وإيقونسطاس خشبي أمام المذبح. مزار الحج، المنفصل عن الكنيسة الرئيسية، يحتوي على أيقونة مريم العذراء، المسماة الشاغورة. يتم إخفاء الأيقونة خلف شباك مزخرف بالفضة، بينما يوجد على جانبي هذا الضريح عدد من الأيقونات اللاحقة. يتم عرض العديد من الصلبان الفضية والرموز الدينية الأخرى، التي تركها الحجاج كنذر، على الجدران.

## تاريخ

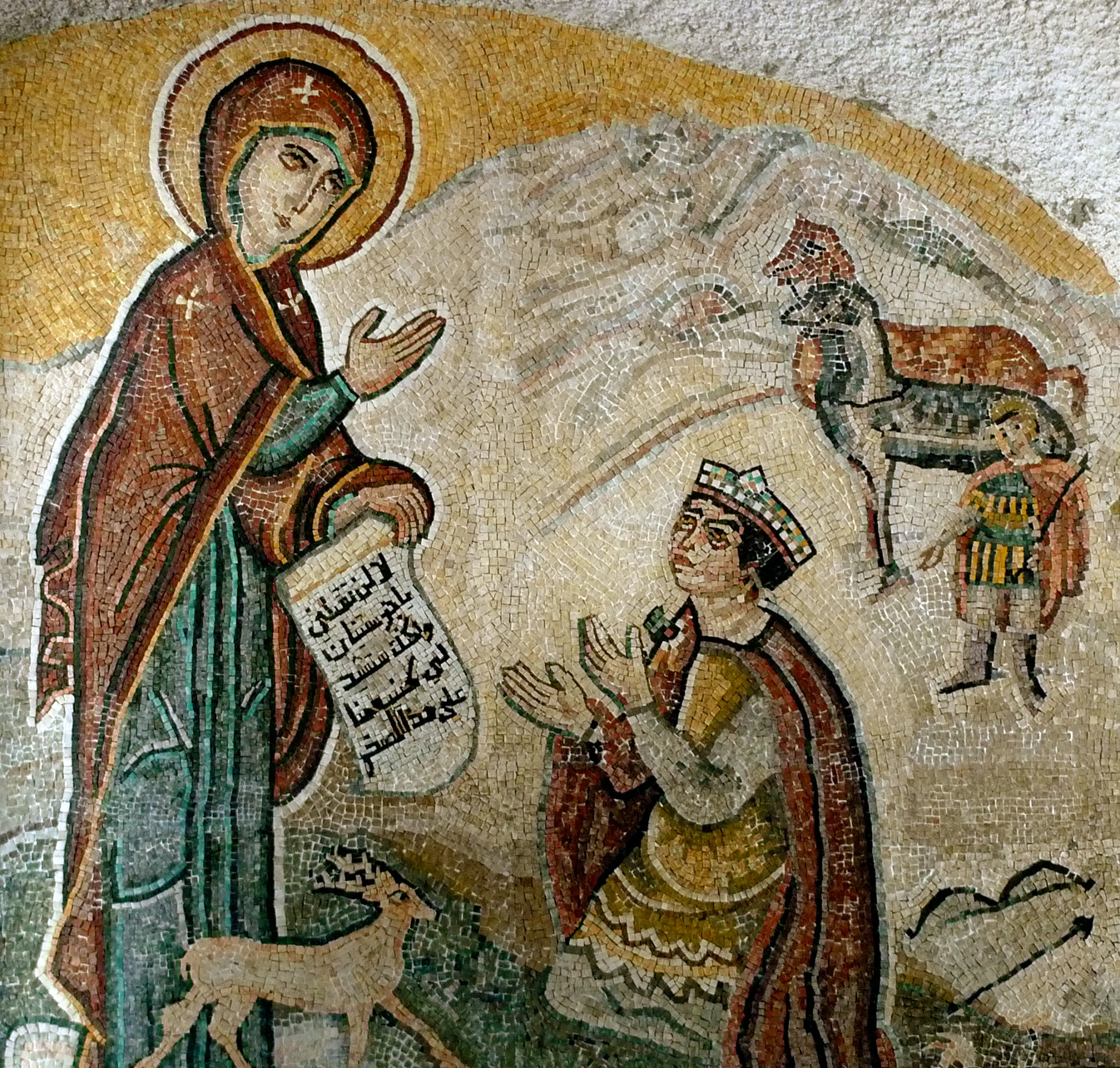
تصوير فسيفساء لمريم تأمر جستينيان بعدم قتلها ولكن ببناء كنيسة لها على الصخر، بعد أن ظهرت له لأول مرة على أنها غزال. مكتوب على اللُفيفة التي تحملها: "لا لن تقتلني يا جوستنيان ولكنك ستشيد لي كنيسة هنا على هذا الصخر".

يقول التقليد أن الدير شيده الإمبراطور البيزنطي جستينيان الأول عام 547، بعد رؤيتين لمريم. أشارت إحداهما إلى الموقع المقصود للكنيسة، بينما حددت الأخرى تصميمها. كرس جستينيان المشروع النهائي في ميلاد مريم العذراء، ويُعيّد ذلك سنويًا في 8 سبتمبر، يصل كل من الحجاج المسيحيين والمسلمين لاحقًا إلى الدير لتكريم سيدة صيدنايا.
تضرر الدير خلال الحرب الأهلية السورية.

## معرض الصور
أيقونات في دير سيدة صيدنايا:

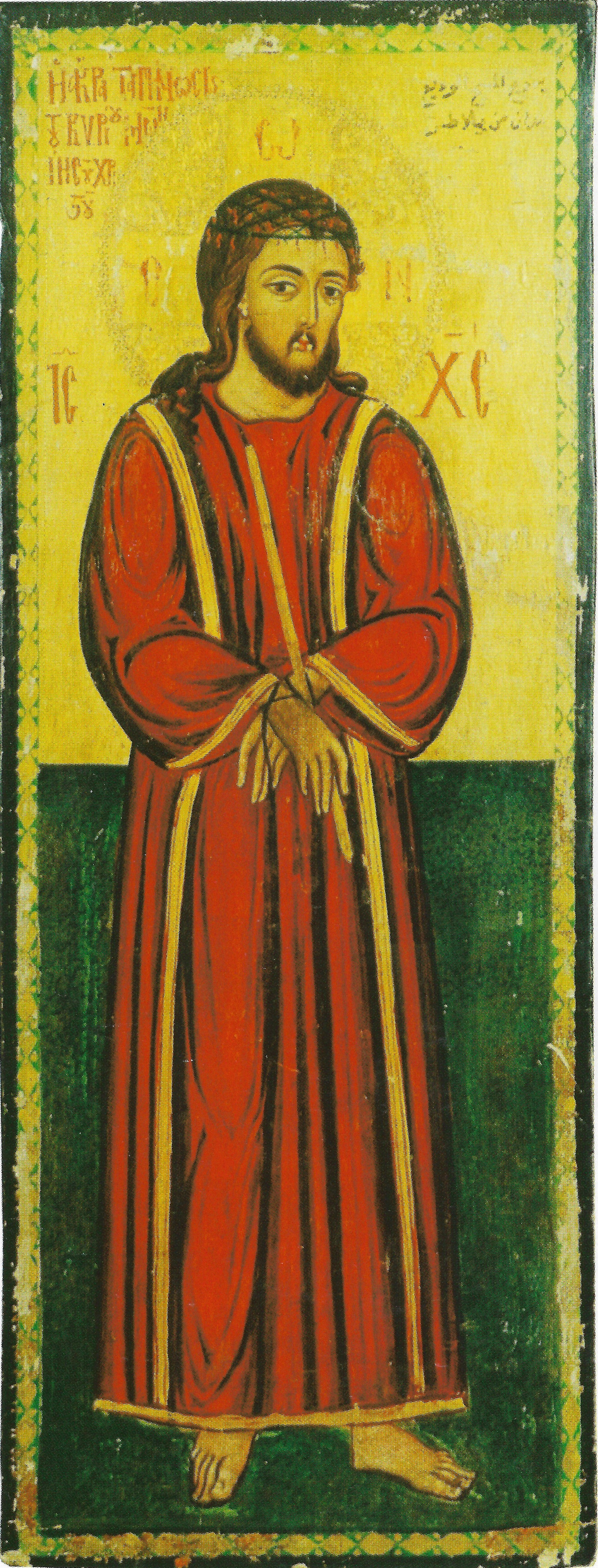
يسوع المسيح الختن